# Paguristes turgidus
Paguristes turgidus is een tienpotigensoort uit de familie van de Diogenidae. De wetenschappelijke naam van de soort is voor het eerst geldig gepubliceerd in 1857 door Stimpson.